# Fabrizio Giovanardi
Fabrizio Giovanardi (14 de dezembro de 1966, Sassuolo) é um piloto de autómoveis de Itália. Fabrizio vive em Sassuolo, onde nasceu.
Durante sua carreira, ele ganhou dez títulos de carros de turismo, incluindo coroas europeias e britânicas, tornando-o o piloto de carros de turismo de maior sucesso em todo o mundo. Ele passou a maior parte de sua carreira competindo pela Alfa Romeo e Vauxhall.

## Vida pessoal
Giovanardi é casado com Patrizia e tem um filho, Luca. Longe das corridas, ele trabalha para a empresa de seu pai e tem paixão por reformar casas e pilotar aeronaves leves.

## Corridas

### Resumo da carreira
| Temporada | Series                                          | Equipe                        | Corridas | Vitórias | Poloneses | F / voltas | Pódios | Pontos | Posição |
| --------- | ----------------------------------------------- | ----------------------------- | -------- | -------- | --------- | ---------- | ------ | ------ | ------- |
| 1987      | Campeonato Italiano de Fórmula 3                | Prema Racing                  | 11       | 0        | 0         | 0          | 1      | 6      | 13º     |
| 1988      | Campeonato Italiano de Fórmula 3                | Prema Racing                  | 12       | 2        | 1         | 3          | 7      | 46     | 3ª      |
| 1988      | FIA European Formula Three Cup                  | Prema Racing                  | 1        | 0        | 0         | 0          | 0      | N / D  | 6º      |
| 1988      | Grande Prémio de Macau                          | Prema Racing                  | 1        | 0        | 0         | 0          | 0      | N / D  | NC      |
| 1989      | Fórmula 3000 Internacional                      | Primeira corrida              | 6        | 1        | 0         | 0          | 1      | 9      | 10º     |
| 1989      | Campeonato IMSA GT - GTP                        | De Blasi Racing               | 1        | 0        | 0         | 0          | 0      | 0      | NC      |
| 1989      | Taça da Europa Renault 21 Turbo                 |                               | ?        | 0        | ?         | 0          | 0      | 2      | 22º     |
| 1990      | Fórmula 3000 Internacional                      | Primeira corrida              | 11       | 0        | 0         | 0          | 1      | 10     | 10º     |
| 1990      | Campeonato Italiano de Fórmula 3                |                               | 1        | 0        | 0         | ?          | 0      | 0      | NC      |
| 1991      | Fórmula 3000 Internacional                      | Forti Corse                   | 8        | 0        | 0         | 0          | 0      | 6      | 11º     |
| 1991      | Campeonato Italiano de Superturismo - Classe S2 |                               | ?        | 5        | ?         | ?          | ?      | ?      | 4º      |
| 1992      | Campeonato Italiano de Superturismo - Classe S2 | Peugeot Italia                | 20       | 11       | ?         | ?          | 14     | 260,75 | 1ª      |
| 1993      | Campeonato Italiano de Superturismo             | Peugeot Italia                | 20       | 5        | ?         | ?          | ?      | 226    | 2ª      |
| 1994      | Campeonato Italiano de Superturismo             | Peugeot Italia                | 20       | 0        | 0         | 1          | 7      | 156    | 3ª      |
| 1995      | Campeonato Italiano de Superturismo             | Nordauto Engineering          | 20       | 1        | 0         | 2          | 7      | 156    | 3ª      |
| 1995      | Deutsche Tourenwagen Meisterschaft              | Alfa Corse                    | 1        | 0        | 0         | 0          | 0      | 0      | NC      |
| 1996      | Campeonato Italiano de Superturismo             | Nordauto Engineering          | 20       | 2        | 1         | 4          | 7      | 175    | 5 ª     |
| 1996      | Campeonato de España de Turismos                | Nordauto Engineering          | 10       | 3        | 3         | 1          | 6      | 122    | 6º      |
| 1997      | Campeonato Italiano de Superturismo             | Alfa Romeo Nordauto           | 19       | 5        | 5         | 6          | 11     | 229    | 2ª      |
| 1997      | Campeonato de España de Turismos                | Alfa Romeo Nordauto           | 4        | 3        | 2         | 3          | 4      | 75     | 1ª      |
| 1998      | Campeonato Italiano de Superturismo             | Nordauto                      | 20       | 9        | 7         | 6          | 18     | 471    | 1ª      |
| 1998      | Copa Super Tourenwagen                          | Alfa Corse                    | 2        | 0        | 0         | 0          | 0      | 28     | Dia 25  |
| 1999      | Campeonato Italiano de Superturismo             | Nordauto                      | 19       | 7        | 2         | 6          | 13     | 401    | 1ª      |
| 1999      | Copa Super Tourenwagen                          | Alfa Corse                    | 2        | 1        | 1         | 1          | 1      | 30     | Dia 25  |
| 2000      | Taça Super Touring Europeia                     | Alfa Romeo Team Nordauto      | 20       | 5        | ?         | 2          | 12     | 256    | 1ª      |
| 2001      | Campeonato Europeu de Super Touring             | Alfa Romeo Team Nordauto      | 20       | 3        | 2         | 2          | 13     | 620    | 1ª      |
| 2001      | 24 horas da Sicília                             |                               | 1        | 0        | 0         | 0          | 1      | N / D  | 2ª      |
| 2002      | Campeonato Europeu de Carros de Turismo         | GTA Racing Team Nordauto      | 20       | 9        | 6         | 7          | 12     | 122    | 1ª      |
| 2003      | Campeonato Europeu de Carros de Turismo         | Equipe BMW Itália-Espanha     | 20       | 0        | 0         | 0          | 3      | 43     | 9º      |
| 2004      | Campeonato Europeu de Carros de Turismo         | AutoDelta Squadra Corse       | 18       | 1        | 1         | 2          | 5      | 63     | 5 ª     |
| 2005      | Campeonato Mundial de Carros de Turismo         | Alfa Romeo Racing Team        | 19       | 4        | 2         | 4          | 8      | 81     | 3ª      |
| 2006      | Campeonato Britânico de Carros de Turismo       | VX Racing                     | 30       | 2        | 0         | 0          | 7      | 163    | 5 ª     |
| 2006      | Campeonato Mundial de Carros de Turismo         | JAS Motorsport                | 3        | 0        | 0         | 0          | 0      | 8      | 20      |
| 2006      | Campeonato TC 2000                              | Honda Petrobras Podium        | 1        | 0        | 0         | 0          | 0      | 0      | NC      |
| 2007      | Campeonato Britânico de Carros de Turismo       | VX Racing                     | 30       | 10       | 1         | 3          | 17     | 300    | 1ª      |
| 2008      | Campeonato Britânico de Carros de Turismo       | VX Racing                     | 29       | 5        | 0         | 9          | 15     | 262    | 1ª      |
| 2008      | V8 Supercar Championship Series                 | Triple Eight Race Engineering | 3        | 0        | 0         | 0          | 0      | 222    | 45º     |
| 2009      | Campeonato Britânico de Carros de Turismo       | VX Racing                     | 30       | 5        | 1         | 5          | 15     | 266    | 3ª      |
| 2010      | Campeonato Britânico de Carros de Turismo       | Uniq Racing com 888           | 3        | 2        | 0         | 0          | 2      | 38     | 14º     |
| 2010      | Campeonato Italiano de Superstars               | N.Technology                  | 6        | 4        | 3         | 3          | 5      | 100    | 6º      |
| 2010      | International Superstars Series                 | N.Technology                  | 6        | 4        | 3         | 3          | 5      | 77     | 5 ª     |
| 2010      | V8 Supercar Championship Series                 | Britek Motorsport             | 2        | 0        | 0         | 0          | 0      | 0      | NC      |
| 2011      | Taça Europeia de Carros de Turismo              | Hartmann Honda Racing         | 2        | 1        | 1         | 0          | 2      | 21     | 1ª      |
| 2011      | 24 horas de Nurburgring                         | Scuderia Cameron Glickenhaus  | 1        | 0        | 0         | 0          | 0      | N / D  | 39º     |
| 2011      | Campeonato GT italiano (classe GT Cup)          | AB Motorsport                 | 2        | 1        | 0         | 0          | 1      | 19     | 23º     |
| 2011      | V8 Supercar Championship Series                 | Britek Motorsport             | 2        | 0        | 0         | 0          | 0      | 39     | 82º     |
| 2013      | International Superstars Series                 | Petri Corse                   | 8        | 0        | 0         | 0          | 0      | 33     | 12º     |
| 2014      | Campeonato Britânico de Carros de Turismo       | Airwaves Racing               | 30       | 0        | 0         | 0          | 1      | 138    | 13º     |
| 2017      | Campeonato Italiano de Carros de Turismo TCR    | BF Motorsport                 | 2        | 0        | 0         | 0          | 0      | 11     | 20      |
| 2018      | Copa Mundial de Carros de Turismo               | Team Mulsanne                 | 23       | 0        | 0         | 0          | 0      | 19     | 24º     |
| 2018      | TCR Europe Series                               | Team Mulsanne                 | 2        | 0        | 0         | 0          | 0      | 10     | 22º     |

### Resultados completos da Fórmula 3000 internacional
(Corridas em negrito indicam a pole position) (Corridas em itálico indicam volta mais rápida)
| Ano  | Participante     | Chassis       | Motor         | Pneus | 1       | 2       | 3       | 4        | 5       | 6       | 7       | 8       | 9       | 10      | 11      | DC  | Pontos |
| ---- | ---------------- | ------------- | ------------- | ----- | ------- | ------- | ------- | -------- | ------- | ------- | ------- | ------- | ------- | ------- | ------- | --- | ------ |
| 1989 | Primeira corrida | Março 89B     | Judd          | UMA   | SIL DNQ | VAL 1   |         |          |         |         |         |         |         |         |         | 10º | 9      |
| 1989 | Primeira corrida | Reynard 89D   | Judd          | UMA   |         |         | PAU Ret | JER 14   | PER Ret | BRH DNQ | BIR DNS | SPA 13  | BUG DNQ | DIJ 12  |         | 10º | 9      |
| 1990 | Primeira corrida | Reynard 90D   | Mugen - Honda | UMA   | DON Ret | SIL Ret | PAU 2   | JER 6    | MNZ 10  | PER 6   | HOC 7   | BRH Ret | BIR 5   | BUG Ret | NOG Ret | 10º | 10     |
| 1991 | Forti Corse      | Lola T91 / 50 | Ford Cosworth | UMA   | VAL 12  | PAU 5   | JER DNQ |          |         |         |         |         |         |         |         | 11º | 6      |
| 1991 | Forti Corse      | Reynard 91D   | Ford Cosworth | UMA   |         |         |         | CANECA 8 | PER Ret | HOC 13  | BRH 8   | SPA 6   | BUG DNS | NOG 4   |         | 11º | 6      |

### Resultados completos do Deutsche Tourenwagen Meisterschaft
Corridas em negrito indicam a pole position) (Corridas em itálico indicam volta mais rápida)
| Ano  | Equipe       | Carro                | 1     | 2     | 3     | 4     | 5         | 6         | 7       | 8       | 9     | 10    | 11    | 12    | 13    | 14    | Pos. | Pts |
| ---- | ------------ | -------------------- | ----- | ----- | ----- | ----- | --------- | --------- | ------- | ------- | ----- | ----- | ----- | ----- | ----- | ----- | ---- | --- |
| 1995 | Alfa Corse 2 | Alfa Romeo 155 V6 Ti | HOC 1 | HOC 2 | AVU 1 | AVU 2 | NOR 1 Ret | NOR 2 DNS | MORRE 1 | MORRE 2 | NÜR 1 | NÜR 2 | ALE 1 | ALE 2 | HOC 1 | HOC 2 | NC   | 0   |

### Resultados completos do campeonato italiano de carros de turismo
| Ano  | Equipe               | Carro             | Classe | 1          | 2         | 3        | 4       | 5          | 6         | 7       | 8         | 9       | 10        | 11         | 12      | 13      | 14        | 15      | 16        | 17      | 18        | 19         | 20      | DC  | Pts |
| ---- | -------------------- | ----------------- | ------ | ---------- | --------- | -------- | ------- | ---------- | --------- | ------- | --------- | ------- | --------- | ---------- | ------- | ------- | --------- | ------- | --------- | ------- | --------- | ---------- | ------- | --- | --- |
| 1992 | Peugeot Talbot Sport | Peugeot 405       | S2     | MNZ 1 1    | MNZ 2 DSQ | MAG 1 1  | MAG 2 1 | CANECA 1 1 | MUG 2 1   | BIN 1 2 | BIN 2 1   | VAL 1 1 | VAL 2 2   | IMO 1 1    | IMO 2 1 | MIS 1 1 | MIS 2 1   | PER 1 1 | PER 2 Ret | VAR 1 9 | VAR 2 Ret | MNZ 1      | MNZ 2   | 1ª  | 260 |
| 1993 | Peugeot Talbot Sport | Peugeot 405       |        | MNZ 1 10   | MNZ 2 4   | VAL111   | VAL 2 7 | MIS 1 2    | MIS 2 DSQ | MAG 1 6 | MAG 2 13  | BIN11   | BIN 2 2   | IMO11      | IMO 2 3 | VAR 1 3 | VAR 2 1   | MIS16   | MIS21     | PER 1 2 | PER 2 2   | CANECA12   | MUG21   | 2ª  | 230 |
| 1994 | Peugeot Talbot Sport | Peugeot 405 Mi 16 |        | MNZ 1 8    | MNZ 2 11  | VAL 1 2  | VAL 2 8 | MAG 1 7    | MAG 2 3   | BIN 1 2 | BIN 2 3   | MIS 1 5 | MIS 2 5   | VAL 1 6    | VAL 2 5 | MUG 1 6 | MUG 2 Ret | PER 1 3 | PER26     | VAR 1 3 | VAR 2 6   | CANECA 1 2 | MUG 2 4 | 3ª  | 156 |
| 1995 | Nordauto Engineering | Alfa Romeo 155 TS |        | MIS 1 Ret  | MIS 2 5   | BIN 1 4  | BIN 2 4 | MNZ16      | MNZ 2 14  | IMO 1 5 | IMO 2 Ret | MAG 1 6 | MAG 2 6   | CANECA 1 1 | MUG22   | MIS 1 5 | MIS 2 7   | PER 1 2 | PER22     | VAR 1 3 | VAR 2 2   | VAL 1 2    | VAL 2 7 | 3ª  | 179 |
| 1996 | Nordauto Engineering | Alfa Romeo 155 TS |        | CANECA 1 1 | MUG21     | MAG 1 3  | MAG 2 3 | MNZ13      | MNZ 2 4   | BIN 1 5 | BIN 2 7   | MIS 1 5 | MIS 2 11  | IMO 1 5    | IMO 2 4 | PER12   | PER22     | PER1ret | PER 2 5   | VAR 1 5 | VAR 2 6   | VAL 1 Ret  | VAL 2 8 | 5 ª | 175 |
| 1997 | Nordauto Engineering | Alfa Romeo 155 TS |        | MNZ 1 Ret  | MNZ 2 DNS | CANECA15 | MUG21   | MAG 1 Ret  | MAG 2 5   | IMO11   | IMO 2 Ret | IMO 1 8 | IMO 2 2   | BIN 1 4    | BIN 2 4 | PER11   | PER21     | VAR12   | VAR22     | MIS12   | MIS 2 2   | VAL11      | VAL22   | 2ª  | 229 |
| 1998 | Nordauto Engineering | Alfa Romeo 156    |        | BIN 1 3    | BIN 2 2   | IMO11    | IMO 2 3 | MNZ13      | MNZ21     | VAR15   | VAR 2 2   | VAL12   | VAL 2 DSQ | MAG11      | MAG 2 2 | PER11   | PER21     | MIS11   | MIS21     | MNZ11   | MNZ21     | VAL 1 3    | VAL 2 3 | 1ª  | 471 |
| 1999 | Nordauto Engineering | Alfa Romeo 156    |        | MIS 1 4    | MIS 2 2   | BIN 1 3  | BIN24   | IMO 1 2    | IMO 2 3   | PER11   | PER21     | MAG15   | MAG 2 DNS | CANECA11   | MUG21   | MIS14   | MIS 2 2   | VAR1Ret | VAR2Ret   | MNZ11   | MNZ21     | VAL12      | VAL21   | 1ª  | 401 |

### Resultados completos do European Touring Car Championship
(Corridas em negrito indicam a pole position) (Corridas em itálico indicam volta mais rápida)
| Ano  | Equipe                         | Carro              | 1          | 2         | 3         | 4       | 5        | 6         | 7         | 8         | 9        | 10         | 11      | 12         | 13        | 14         | 15       | 16      | 17       | 18       | 19        | 20         | DC  | Pts |
| ---- | ------------------------------ | ------------------ | ---------- | --------- | --------- | ------- | -------- | --------- | --------- | --------- | -------- | ---------- | ------- | ---------- | --------- | ---------- | -------- | ------- | -------- | -------- | --------- | ---------- | --- | --- |
| 2000 | Nordauto Engineering           | Alfa Romeo 156     | CANECA 1 4 | MUG 2 3   | PER11     | PER21   | A1R 1 2  | A1R 2 1   | MNZ 1 5   | MNZ 2 7   | HUN12    | HUN 2 3    | IMO 1 2 | IMO 2 2    | MIS 1 4   | MIS 2 4    | BRN 1 2  | BRN 2 7 | VAL 1 1  | VAL21    | MOB 1 4   | MOB 2 10   | 1ª  | 256 |
| 2001 | Alfa Romeo Nordauto Engenharia | Alfa Romeo 156     | MNZ 1 2    | MNZ 2 4   | BRN12     | BRN 2 1 | MAG 1 4  | MAG 2 Ret | SIL 1 2   | SIL22     | ZOL 1 4  | ZOL 2 1    | HUN11   | HUN 2 3    | A1R 1 2   | A1R 2 3    | NÜR 1 17 | NÜR24   | JAR13    | JAR 2 2  | EST 1 3   | EST 2 5    | 1ª  | 620 |
| 2002 | GTA Racing Team Nordauto       | Alfa Romeo 156 GTA | MAG11      | MAG 2 1   | SIL12     | SIL21   | BRN11    | BRN21     | JAR11     | JAR22     | E12      | E 2 4      | OSC 1 4 | OSC 2 11   | SPA 1 5   | SPA 2 11 † | PER11    | PER 2 1 | DON 1 4  | DON 2 4  | EST 1 1   | EST2Ret    | 1ª  | 122 |
| 2003 | Equipe BMW Itália-Espanha      | BMW 320i           | VAL 1 2    | VAL 2 5   | MAG 1 Ret | MAG 2 7 | PER 1 10 | PER 2 10  | BRN 1 3   | BRN 2 2   | DON 1 11 | DON 2 18 † | SPA 1 5 | SPA 2 16 † | E 1 10    | E 2 6      | OSC 1 8  | OSC2Ret | EST 1 10 | EST 2 12 | MNZ 1 6   | MNZ 2 5    | 9º  | 43  |
| 2004 | AutoDelta Squadra Corse        | Alfa Romeo 156     | MNZ 1 2    | MNZ 2 Ret | VAL 1 2   | VAL 2 1 | MAG 1 6  | MAG 2 5   | HOC 1 Ret | HOC 2 DNS | BRN 1 5  | BRN 2 5    | DON 1 4 | DON 2 16   | SPA 1 Ret | SPA 2 DNS  | IMO12    | IMO22   | OSC 1 17 | OSC 2 8  | DUB 1 Ret | DUB 2 16 † | 5 ª | 63  |

† - Não terminou a prova, mas foi classificado por ter percorrido mais de 90% da distância percorrida.

### Resultados completos do World Touring Car Championship
(Corridas em negrito indicam a pole position) (Corridas em itálico indicam volta mais rápida)
| Ano  | Equipe                   | Carro               | 1       | 2       | 3        | 4       | 5     | 6       | 7     | 8     | 9        | 10        | 11      | 12    | 13         | 14        | 15      | 16      | 17      | 18      | 19         | 20        | DC | Pontos |
| ---- | ------------------------ | ------------------- | ------- | ------- | -------- | ------- | ----- | ------- | ----- | ----- | -------- | --------- | ------- | ----- | ---------- | --------- | ------- | ------- | ------- | ------- | ---------- | --------- | -- | ------ |
| 2005 | Squadra Corse Alfa Romeo | Alfa Romeo 156      | ITA 1 6 | ITA 2 8 | FRA 1 10 | FRA 2 7 | GBR13 | GBR 2 8 | SMR11 | SMR23 | MEX11    | MEX23     | BEL 1 7 | BEL21 | GER 1 26 † | GER 2 Ret | TUR 1 1 | TUR 2 6 | ESP 1 6 | ESP 2 2 | MAC 1 19 † | MAC 2 DNS | 3ª | 81     |
| 2006 | JAS Motorsport           | Honda Accord Euro R | ITA 1   | ITA 2   | FRA 1    | FRA 2   | GBR 1 | GBR 2   | GER 1 | GER 2 | BRA 1 16 | BRA 2 DNS | MEX 1   | MEX 2 | CZE 1      | CZE 2     | TUR 1   | TUR 2   | ESP 1   | ESP 2   | MAC 1 4    | MAC 2 6   | 20 | 8      |

† - Não terminou a prova, mas foi classificado por ter percorrido mais de 90% da distância percorrida.

### Resultados completos do British Touring Car Championship
(Corridas em negrito indicam a pole position - 1 ponto concedido apenas na primeira corrida) (Corridas em itálico indicam volta mais rápida - 1 ponto concedido em todas as corridas) (* significa que o piloto lidera a corrida por pelo menos uma volta - 1 ponto concedido em todas corridas)
| Ano  | Equipe                       | Carro                      | 1         | 2        | 3         | 4       | 5         | 6        | 7        | 8        | 9       | 10        | 11       | 12       | 13       | 14        | 15        | 16       | 17        | 18       | 19       | 20        | 21        | 22        | 23        | 24       | 25       | 26      | 27        | 28        | 29        | 30       | Pos | Pts |
| ---- | ---------------------------- | -------------------------- | --------- | -------- | --------- | ------- | --------- | -------- | -------- | -------- | ------- | --------- | -------- | -------- | -------- | --------- | --------- | -------- | --------- | -------- | -------- | --------- | --------- | --------- | --------- | -------- | -------- | ------- | --------- | --------- | --------- | -------- | --- | --- |
| 2006 | VX Racing                    | Vauxhall Astra Sport Hatch | BRH 1 Ret | BRH 2 8  | BRH 3 6   | MON 1 7 | MON 2 Ret | MON 3 5  | OUL 1 5  | OUL 2 2  | OUL 3 9 | THR 1 Ret | THR 2 8  | THR 3 12 | CRO 1 6  | CRO 2 Ret | CRO 3 5   | DON 1 3  | DON 2 4 * | DON 3 2  | SNE 1 3  | SNE 2 Ret | SNE 3 Ret | KNO 1 4   | KNO 2 1 * | KNO 3 6  | BRH 1 6  | BRH 2 5 | BRH 3 1 * | SIL 1 7   | SIL 2 3   | SIL 3 16 | 5 ª | 163 |
| 2007 | VX Racing                    | Vauxhall Vectra            | BRH 1 10  | BRH 2 7  | BRH32     | ROC11 * | ROC21 *   | ROC 3 5  | THR11 *  | THR21 *  | THR 3 4 | CRO 1 6   | CRO 2 6  | CRO31 *  | OUL 1 2  | OUL22     | OUL 3 ret | DON 1 8  | DON 2 3   | DON 3 11 | SNE 1 5  | SNE 2 1 * | SNE 3 3   | BRH 1 1 * | BRH21 *   | BRH 3 4  | KNO 1 6  | KNO 2 3 | KNO 3 5   | THR 1 1 * | THR21 *   | THR 3 2  | 1ª  | 300 |
| 2008 | VX Racing                    | Vauxhall Vectra            | BRH 1 1 * | BRH21 *  | BRH 3 6   | ROC 1 5 | ROC22 *   | ROC 3 5  | DON 1 8  | DON21 *  | DON 3 4 | THR 1 3   | THR210 * | THR 3 3  | CRO 1 4  | CRO 2 5   | CRO31 *   | SNE 1 7  | SNE23     | SNE33    | OUL 1 3  | OUL 2 2   | OUL 3 6   | KNO 1 2   | KNO 2 2   | KNO 3 5  | SIL 1 5  | SIL21 * | SIL 3 3   | BRH 1 14  | BRH 2 DNS | BRH311   | 1ª  | 262 |
| 2009 | VX Racing                    | Vauxhall Vectra            | BRH 1 2   | BRH 2 16 | BRH 3 Ret | THR11 * | THR22 *   | THR 3 8  | DON 1 8  | DON23    | DON 3 5 | OUL 1 4   | OUL 2 2  | OUL 3 6  | CRO 1 5  | CRO 2 5   | CRO 3 1 * | SNE11 *  | SNE21 *   | SNE 3 2  | KNO 1 6  | KNO21 *   | KNO 3 3   | SIL 1 5   | SIL 2 2   | SIL 3 5  | ROC 1 6  | ROC 2 3 | ROC 3 11  | BRH 1 3   | BRH 2 2   | BRH 3 4  | 3ª  | 266 |
| 2010 | Uniq Racing com Triple Eight | Vauxhall Vectra            | THR 1 1 * | THR21 *  | THR 3 5   | ROC 1   | ROC 2     | ROC 3    | BRH 1    | BRH 2    | BRH 3   | OUL 1     | OUL 2    | OUL 3    | CRO 1    | CRO 2     | CRO 3     | SNE 1    | SNE 2     | SNE 3    | SIL 1    | SIL 2     | SIL 3     | KNO 1     | KNO 2     | KNO 3    | DON 1    | DON 2   | DON 3     | BRH 1     | BRH 2     | BRH 3    | 14º | 38  |
| 2014 | Airwaves Racing              | Ford Focus ST Mk.III       | BRH 1 14  | BRH 2 9  | BRH 3 16  | DON 1 7 | DON 2 12  | DON 3 22 | THR 1 12 | THR 2 10 | THR33   | OUL 1 11  | OUL 2 21 | OUL 3 10 | CRO 1 12 | CRO 2 9   | CRO 3 Ret | SNE 1 13 | SNE 2 7   | SNE 3 13 | KNO 1 13 | KNO 2 9   | KNO 3 Ret | ROC 1 7   | ROC 2 11  | ROC 3 13 | SIL 1 12 | SIL 2 7 | SIL311    | BRH 1 7   | BRH 2 19  | BRH 3 13 | 13º | 138 |

* Temporada ainda em andamento.

### Resultados do Supercar V8
| Ano  | Equipe                   | 1      | 2      | 3        | 4      | 5      | 6      | 7      | 8      | 9        | 10       | 11      | 12      | 13      | 14      | 15      | 16      | 17      | 18      | 19        | 20          | 21          | 22         | 23      | 24      | 25      | 26      | 27      | 28      | Pos final | Pontos |
| ---- | ------------------------ | ------ | ------ | -------- | ------ | ------ | ------ | ------ | ------ | -------- | -------- | ------- | ------- | ------- | ------- | ------- | ------- | ------- | ------- | --------- | ----------- | ----------- | ---------- | ------- | ------- | ------- | ------- | ------- | ------- | --------- | ------ |
| 2008 | Team Vodafone Racing     | ADE    | ECK    | PRESUNTO | PTH    | SAN    | HDV    | QLD    | GANHAR | PHI Q 14 | PHI R 17 | BAT 15  | SUR     | BHR     | SYM     | OPK     |         |         |         |           |             |             |            |         |         |         |         |         |         | 45º       | 222    |
| 2010 | Fair Dinkum Sheds Racing | YMC R1 | YMC R2 | BHR R3   | BHR R4 | ADE R5 | ADE R6 | HAM R7 | HAM R8 | QLD R9   | QLD R10  | WIN R11 | WIN R12 | HDV R13 | HDV R14 | TOW R15 | TOW R16 | PHI R17 | BAT R18 | SUR R19 9 | SUR R20 Ret | SYM R21     | SYM R22    | SAN R23 | SAN R24 | SYD R25 | SYD R26 |         |         | NC        | 0 +    |
| 2011 | Fair Dinkum Sheds Racing | YMC R1 | YMC R2 | ADE R3   | ADE R4 | HAM R5 | HAM R6 | PER R7 | PER R8 | PER R9   | WIN R10  | WIN R11 | HDV R12 | HDV R13 | TOW R14 | TOW R15 | QLD R16 | QLD R17 | QLD R18 | PHI R19   | BAT R20     | SUR R21 Ret | SUR R22 22 | SYM R23 | SYM R24 | SAN R25 | SAN R26 | SYD R27 | SYD R28 | 82º       | 39     |

+ Não elegível para pontos

### Resultados completos da International Superstars Series
( tecla ) (Corridas em negrito indicam a pole position) (Corridas em itálico indicam volta mais rápida)
| Ano  | Equipe        | Carro              | 1     | 2     | 3       | 4         | 5       | 6        | 7       | 8       | 9         | 10        | 11    | 12      | 13    | 14    | 15    | 16    | DC  | Pontos |
| ---- | ------------- | ------------------ | ----- | ----- | ------- | --------- | ------- | -------- | ------- | ------- | --------- | --------- | ----- | ------- | ----- | ----- | ----- | ----- | --- | ------ |
| 2010 | N. Tecnologia | Porsche Panamera S | MNZ 1 | MNZ 2 | IMO 1   | IMO 2     | ALG 1   | ALG 2    | HOC 1   | HOC 2   | RCP11     | RCP21     | VAL11 | VAL 2 3 | KYA 1 | KYA 2 |       |       | 5 ª | 77     |
| 2013 | Petri Corse   | Porsche Panamera S | MNZ 1 | MNZ 2 | BRN 1 5 | BRN 2 Ret | SVK 1 4 | SVK 2 14 | ZOL 1 7 | ZOL 2 8 | ALG 1 Ret | ALG 2 Ret | DON 1 | DON 2   | IMO 1 | IMO 2 | VAL 1 | VAL 2 | 12º | 33     |

### Resultados completos da World Touring Car Cup
(Corridas em negrito indicam a pole position) (Corridas em itálico indicam volta mais rápida)
| Ano  | Equipe        | Carro                    | 1        | 2                | 3                  | 4          | 5        | 6         | 7        | 8         | 9        | 10         | 11        | 12        | 13       | 14       | 15        | 16      | 17       | 18      | 19       | 20       | 21        | 22        | 23       | 24        | 25    | 26    | 27    | 28    | 29    | 30    | DC  | Pontos |
| ---- | ------------- | ------------------------ | -------- | ---------------- | ------------------ | ---------- | -------- | --------- | -------- | --------- | -------- | ---------- | --------- | --------- | -------- | -------- | --------- | ------- | -------- | ------- | -------- | -------- | --------- | --------- | -------- | --------- | ----- | ----- | ----- | ----- | ----- | ----- | --- | ------ |
| 2018 | Team Mulsanne | Alfa Romeo Giulietta TCR | MAR 1 19 | 2 de março de 13 | 3 de março de 19 † | HUN 1 23 † | HUN 2 23 | HUN 3 Ret | GER 1 15 | GER 2 Ret | GER 3 14 | NED 1 22 † | NED 2 Ret | NED 3 DNS | POR 1 11 | POR 2 11 | POR 3 Ret | SVK 1 5 | SVK 2 14 | SVK 3 7 | CHN 1 18 | CHN 2 13 | CHN 3 Ret | WUH 1 Ret | WUH 2 16 | WUH 3 Ret | JPN 1 | JPN 2 | JPN 3 | MAC 1 | MAC 2 | MAC 3 | 24º | 19     |

† O piloto não terminou a corrida, mas foi classificado por ter completado mais de 90% da distância da corrida.

### Resultados completos da TCR Europe Series
(Corridas em negrito indicam a pole position) (Corridas em itálico indicam volta mais rápida)
| Ano  | Equipe        | Carro                    | 1     | 2     | 3     | 4     | 5     | 6     | 7     | 8     | 9     | 10    | 11      | 12      | 13    | 14    | DC  | Pontos |
| ---- | ------------- | ------------------------ | ----- | ----- | ----- | ----- | ----- | ----- | ----- | ----- | ----- | ----- | ------- | ------- | ----- | ----- | --- | ------ |
| 2018 | Team Mulsanne | Alfa Romeo Giulietta TCR | LEC 1 | LEC 2 | ZAN 1 | ZAN 2 | SPA 1 | SPA 2 | HUN 1 | HUN 2 | ASS 1 | ASS 2 | MNZ 1 7 | MNZ 2 8 | CAT 1 | CAT 2 | 22º | 10     |